# Clan Koga
Pour les articles homonymes, voir Koga.
La famille Koga (久我家, Koga-ke) est une branche du clan Minamoto, lequel descend de l'empereur Murakami. La famille Koga est une des familles kuge (nobles de cour), avec le rang de seigake.
Durant la restauration de Meiji, le chef de la famille est fait marquis (侯爵, kōshaku) dans le cadre du nouveau système nobiliaire de l'ère Meiji, le kazoku qui combine les kuge et les daimyos. Une des responsabilités de la famille est de protéger les courtisans de la cour.
Le kamon des Koga est une représentation artistique de la gentiane d'automne.
Minamoto no Masazane, reconnu plus tard comme le fondateur de la famille, avait une villa à Koga, de nos jours dans le district de Fushimi-ku à Kyoto, dont le nom était « Koga-Daijō-Daijin ». Il existe encore un sanctuaire shinto appelé « Koga-jinja » (久我神社). 

## Source de la traduction
- (en) Cet article est partiellement ou en totalité issu de l’article de Wikipédia en anglais intitulé « Koga family » (voir la liste des auteurs).